# Múltiple nacionalidad

La nacionalidad múltiple o ciudadanía múltiple es el estatus jurídico que disfrutan ciertos individuos, al ser reconocidos como nacionales simultáneamente por varios Estados.

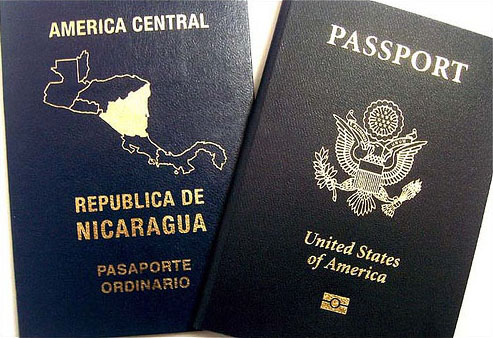
La doble ciudadanía significa que las personas pueden tener o viajar con dos pasaportes.

La doble ciudadanía es la condición de ser ciudadano de dos naciones; también es llamada doble nacionalidad, siendo este estatus más común que el de nacionalidad múltiple. El derecho internacional no prohíbe a ninguna persona tener doble o múltiple ciudadanía.
La ciudadanía múltiple puede ser adquirida mediante el uso diferente entre dos o más naciones de sus leyes. Algunos países otorgan la ciudadanía automáticamente  en el nacimiento cuando uno de los padres es un connacional (ius sanguinis) o cuando la persona nace en territorio nacional (ius soli). También es dada a las personas que se casan con alguno de sus coterráneos. Además, la ciudadanía de un país se puede adquirir a través de la naturalización.
Algunos países ven la ciudadanía múltiple como indeseable, por lo cual toman medidas legales para prevenirla, consistentes, sobre todo, en la pérdida automática de una nacionalidad cuando se adquiere otra voluntariamente. Esto ocurre en países como Azerbaiyán, Japón, Singapur o Panamá. 
Existe también el castigo o penas criminales para quienes ejercen doble nacionalidad, como es el caso de Arabia Saudita, donde una persona que posea doble nacionalidad puede ser encarcelada si se le encuentran dos pasaportes. Por el contrario, otros países permiten a sus ciudadanos tener las nacionalidades que posean. De todos modos, puesto que cada país puede decidir quiénes son sus ciudadanos y quiénes no, basándose en sus propias leyes, sin contemplar las leyes de otros países, es posible para una persona el ser considerado ciudadano de más de un país, incluso cuando algunos o todos los países prohíban la múltiple o doble nacionalidad.
Muchos países, aún aquellos que permiten más de una ciudadanía, no reconocen la múltiple o doble ciudadanía en sus propias leyes: así pues, algunos ciudadanos son tratados como de una o de otra nacionalidad, y su ciudadanía del otro país es considerada irrelevante. Por ejemplo: las oficinas consulares en el extranjero no pueden tener acceso a sus ciudadanos si estos poseen la nacionalidad de ese país, como ocurre en Irán, México, el Mundo árabe y los países de la antigua Unión de Repúblicas Socialistas Soviéticas (URSS).
Algunos países pueden proveer acceso, como cortesía, pero no aceptan obligación alguna para hacerlo, bajo sus propios acuerdos internacionales. El derecho de estos países para actuar de esta manera está protegido bajo la Regla maestra de nacionalidad, la cual se refiere a países que reconocen múltiples ciudadanías y que, en casos específicos, la prohíben ante la falta de algunos estatutos (dejando a un lado las dificultades de hacer cumplir estos derechos escritos).

## La ciudadanía múltiple
Los requisitos y normas políticas para otorgar la ciudadanía múltiple a un individuo varían respecto a la doble ciudadanía.
Algunas naciones establecen entre sí tratados de doble nacionalidad. Por ejemplo, esta posibilidad está recogida en la Constitución española para con los países iberoamericanos o con aquellos que hayan tenido o tengan una particular vinculación.
La balanza respecto a la múltiple nacionalidad es casi pareja, con cerca de setenta y cinco países que la permiten y setenta y cuatro que no. Treinta y cinco países la dan o no, dependiendo de sus propias políticas y en nueve países, junto a Palestina, no son conocidas.
Según una estimación conservadora, 26 millones de estadounidenses con doble ciudadanía han nacido en otros países. También se estima que unos seis millones de estadounidenses por nacimiento han adoptado otra ciudadanía.

## Estatus por Estado
La lista que se ofrece a continuación es efectiva del 8 de abril de 2005 y del 10 de mayo de 2007, debido a los cambios en las reglas de los países. La lista puede haber cambiado o mantenerse igual. Es recomendable visitar las páginas consulares de los países que interesen.
| País               | Mult.   |
| ------------------ | ------- |
| Afganistán         | Sí      |
| Albania            | Sí      |
| Alemania           | Sí y no |
| Andorra            | No      |
| Angola             | No      |
| Antigua y Barbuda  | Sí      |
| Arabia Saudí       | No      |
| Argelia            | No      |
| Argentina          | Sí      |
| Armenia            | Sí      |
| Australia          | Sí      |
| Austria            | Sí y no |
| Azerbaiyán         | No      |
| Bahamas            | No      |
| Bangladés          | Sí      |
| Barbados           | Sí      |
| Baréin             | No      |
| Belice             | Sí y no |
| Benín              | Sí      |
| Bielorrusia        | Sí      |
| Bolivia            | Sí y no |
| Bosnia Herzegovina | Sí y no |
| Botsuana           | No      |
| Brasil             | Sí      |
| Brunéi             | No      |
| Bulgaria           | Sí      |
| Burkina Faso       | Sí      |
| Burundi            | No      |
| Bután              | No      |
| Bélgica            | Sí      |
| Cabo Verde         | Sí      |
| Camboya            | Sí y no |
| Camboya            | Sí y no |
| Camerún            | No      |
| Canadá             | Sí      |
| Catar              | No      |
| Chad               | ?       |
| Chile              | Sí      |
| Chipre             | Sí      |
| Colombia           | Sí      |
| Comoras            | ?       |
| Corea del Norte    | No y sí |
| Corea del Sur      | No      |
| Costa Rica         | Sí      |
| Costa de Marfil    | Sí      |
| Croacia            | Sí y no |
| Cuba               | No      |
| Dinamarca          | Sí      |
| Dominica           | Sí      |

| País                            | Mult.   |
| ------------------------------- | ------- |
| Ecuador                         | Sí y no |
| Egipto                          | Sí y no |
| El Salvador                     | Sí      |
| Emiratos Árabes Unidos          | No      |
| Eritrea                         | Sí      |
| Eslovaquia                      | Sí      |
| Eslovenia                       | No y sí |
| España                          | Sí      |
| Estados Federados de Micronesia | No      |
| Estados Unidos                  | Sí      |
| Estonia                         | No      |
| Etiopía                         | No      |
| Filipinas                       | Sí      |
| Finlandia                       | Sí      |
| Fiyi                            | Sí y no |
| Francia                         | Sí      |
| Gabón                           | No      |
| Gambia                          | No      |
| Georgia                         | ?       |
| Ghana                           | Sí y no |
| Grecia                          | Sí      |
| Grenada                         | Sí      |
| Guatemala                       | Sí      |
| Guinea Ecuatorial               | No      |
| Guinea-Bissau                   | No      |
| Guinea                          | No      |
| Guyana                          | No      |
| Haití                           | No y sí |
| Honduras                        | Sí y no |
| Hungría                         | Sí      |
| India                           | No      |
| Indonesia                       | No      |
| Irak                            | No      |
| Irlanda                         | Sí      |
| Irán                            | No y sí |
| Islandia                        | No y sí |
| Islas Marshall                  | No      |
| Islas Salomón                   | No      |
| Israel                          | Sí y no |
| Italia                          | Sí      |
| Jamaica                         | Sí      |
| Japón                           | No      |
| Jordania                        | Sí      |
| Kazajistán                      | No      |
| Kenia                           | No      |
| Kirguistán                      | No      |
| Kiribati                        | No      |
| Kuwait                          | No      |
| Laos                            | No      |

| País                            | Mult.   |
| ------------------------------- | ------- |
| Lesoto                          | No      |
| Letonia                         | No y sí |
| Liberia                         | No      |
| Libia                           | No      |
| Liechtenstein                   | Sí      |
| Lituania                        | No y sí |
| Luxemburgo                      | No y sí |
| Líbano                          | Sí      |
| Macedonia del Norte             | Sí      |
| Madagascar                      | No y sí |
| Malasia                         | No      |
| Malaui                          | No      |
| Maldivas                        | Sí      |
| Malta                           | Sí      |
| Malí                            | Sí      |
| Marruecos                       | Sí y no |
| Mauricio                        | Sí      |
| Mauritania                      | No y sí |
| Moldavia                        | No y sí |
| Mongolia                        | Sí y no |
| Mozambique                      | No      |
| Myanmar                         | No      |
| México                          | Sí y no |
| Mónaco                          | No      |
| Namibia                         | No y sí |
| Nauru                           | No      |
| Nepal                           | No      |
| Nicaragua                       | No y sí |
| Nigeria                         | Sí y no |
| Noruega                         | No y sí |
| Nueva Zelanda                   | Sí      |
| Níger                           | No      |
| Omán                            | No      |
| Pakistán                        | Sí      |
| Palaos                          | No      |
| Palestina                       | ?       |
| Panamá                          | No y sí |
| Papúa Nueva Guinea              | No      |
| Paraguay                        | Sí y no |
| Países Bajos                    | No y sí |
| Perú                            | Sí      |
| Polonia                         | Sí      |
| Portugal                        | Sí      |
| Reino Unido                     | Sí      |
| República Centroafricana        | Sí      |
| República Checa                 | Sí y no |
| República Democrática del Congo | No      |
| República Dominicana            | Sí      |
| República del Congo             | No      |

| País                            | Mult.   |
| ------------------------------- | ------- |
| Ruanda                          | No      |
| Rumanía                         | Sí      |
| Rusia                           | Sí      |
| Samoa                           | No y sí |
| San Cristóbal y Nieves          | Sí      |
| San Marino                      | Sí      |
| San Vicente y Granadinas        | Sí      |
| Santa Lucía                     | Sí      |
| Santa Sede(Ciudad del Vaticano) | Sí      |
| Santo Tomé y Príncipe           | No      |
| Senegal                         | Sí      |
| Serbia                          | Sí      |
| Seychelles                      | No y sí |
| Sierra Leona                    | No      |
| Singapur                        | No      |
| Siria                           | Sí      |
| Somalia                         | ?       |
| Sri Lanka                       | No y sí |
| Suazilandia                     | No      |
| Sudáfrica                       | Sí y no |
| Sudán                           | No      |
| Suecia                          | Sí      |
| Suiza                           | Sí      |
| Surinam                         | No      |
| Tailandia                       | No y sí |
| Taiwán                          | Sí y no |
| Tayikistán                      | ?       |
| Tanzania                        | No      |
| Timor Oriental                  | ?       |
| Togo                            | Sí      |
| Tonga                           | No y sí |
| Trinidad y Tobago               | Sí y no |
| Turkmenistán                    | No      |
| Turquía                         | Sí      |
| Tuvalu                          | Sí      |
| Túnez                           | Sí      |
| Ucrania                         | No      |
| Uganda                          | No      |
| Uruguay                         | Sí      |
| Uzbekistán                      | No      |
| Vanuatu                         | No      |
| Venezuela                       | Sí      |
| Vietnam                         | No y sí |
| Yemen                           | No      |
| Yibuti                          | No      |
| Zambia                          | No      |
| Zimbabue                        | No      |

## Ventajas e inconvenientes
El ser ciudadano de más de un país posee sus ventajas, incluyendo el derecho a poseer propiedades sin pagar impuestos como extranjero, el trabajar legalmente y oportunidades en la educación y para subsidios del gobierno, incluyendo la pensión de jubilación y el cuidado de la salud, entre otros.
Por supuesto, también es de notar que cada ciudadano carga con las responsabilidades fiscales y otras obligaciones del otro país, incluyendo los problemas al buscar ayuda legal, entre otros, lo cual lleva a tener detractores y defensores de estos privilegios. Un caso célebre acerca de la controversia sobre tener dos nacionalidades fue el de Alberto Fujimori, quien llegó a ser presidente de Perú teniendo otra nacionalidad: la japonesa. Sin embargo, Japón no reconoce la doble nacionalidad. Fujimori ocultó hábilmente su nacionalidad japonesa durante su polémico gobierno, puesto que se dudaba si era peruano de nacimiento, al tiempo que la Constitución peruana vigente exigía dicha condición para ser elegido presidente. Fujimori utilizó la doble nacionalidad al estar prófugo de la justicia peruana exiliándose en Japón, país que se negó repetidas veces a extraditar al expresidente peruano al considerarlo un compatriota.